# Olenecamptus zanzibaricus
Olenecamptus zanzibaricus là một loài bọ cánh cứng trong họ Cerambycidae.